# Ad providam
Ad providam (Prévoir ...) est une bulle pontificale fulminée par le pape Clément V le 2 mai 1312 lors du Concile de Vienne. Elle donne aux Hospitaliers de l'ordre de Saint-Jean de Jérusalem les biens et terres de l'ordre du Temple alors aboli par la bulle Vox in excelso (La voix haute ...) du 22 mars 1312.

## Motivation de la décision papale
Pour un article plus général, voir Procès de l'ordre du Temple.

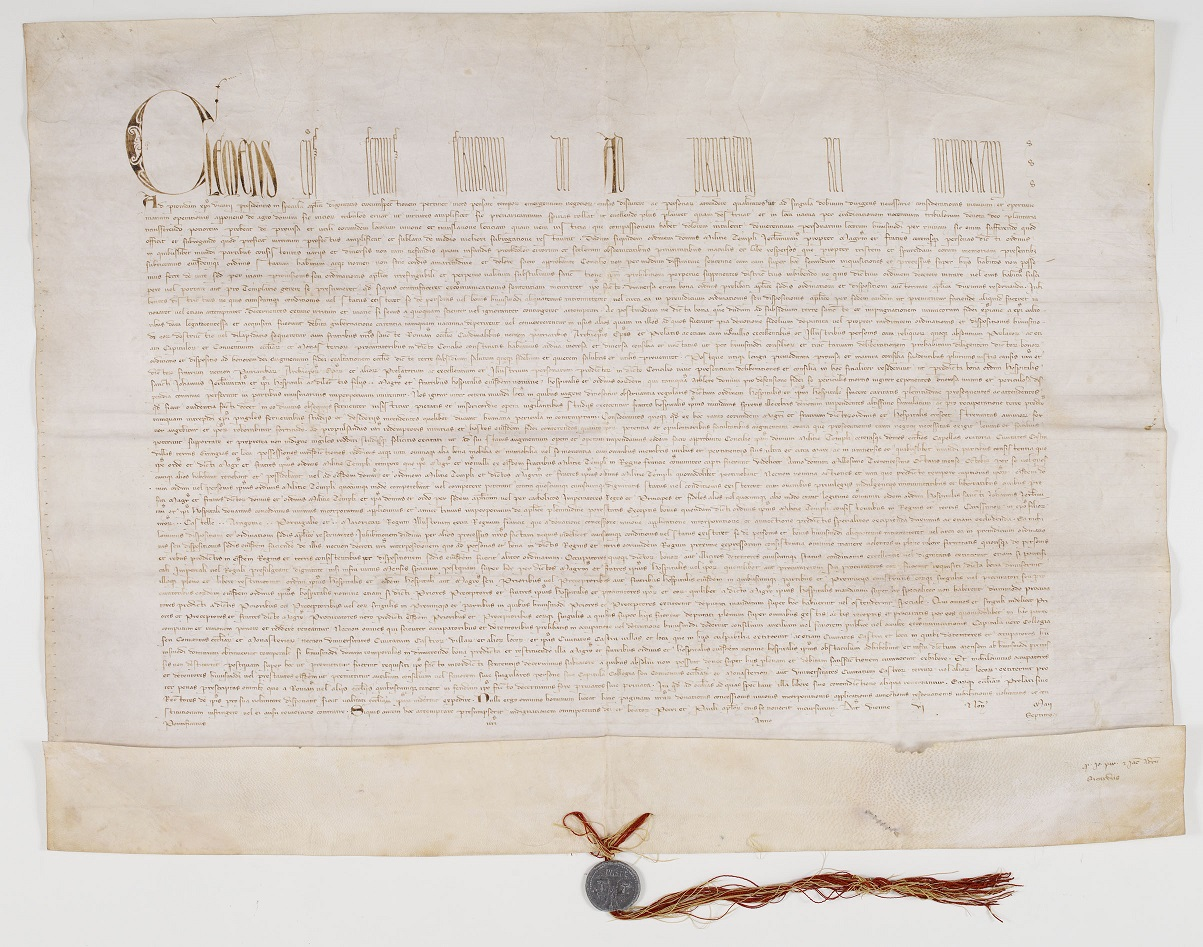
Bulle papale Ad Providam

Les biens et terres appartenant aux Templiers avaient été donnés pour protéger et sauvegarder la Terre sainte et lutter contre les infidèles. Le pape Clément V jugea, conjointement au concile de Vienne, que les possessions de l'ordre du Temple, mises sous séquestre sous l'autorité papale au moment de l'arrestation massive ordonnée par la bulle Pastoralis preeminentie d'octobre 1307, devaient être transférées à l'ordre de Saint-Jean de Jérusalem, dont les moines étaient les Hospitaliers. Le pape leur en transféra l'intégralité des biens et à perpétuité, à l'exception des possessions situées dans la péninsule ibérique.

## Exceptions
Les terres templières situées sur les terres des rois de Castille, d'Aragon, de Portugal et de Majorque n'étaient pas concernées par cette bulle. Le pape en réservait le sort, et les mettait à l'abri d'une trop grande gourmandise des rois, de façon qu'il puisse en disposer plus tard.

Jacques II, roi d'Aragon, désirait que ces terres ne reviennent pas aux hospitaliers, mais à l'ordre aragonais de Calatrava. L'attribution de ces biens (entre autres des forteresses) posait problème au roi, car si les hospitaliers n'étaient pas fidèles au roi, et qu'ils venaient à entrer en possession de forteresses sur les côtes et aux frontières, cela pourrait causer de graves problèmes au royaume, qui serait ainsi dépossédé de moyens militaires de défense. Et même s'ils restaient loyaux et obéissaient aux ordres du roi (ce qu'ils n'étaient pas tenus de faire), une telle puissance militaire ne pourrait causer que des conflits. Le roi d'Aragon avait tout intérêt à garder un certain contrôle sur ces possessions, ce que lui permettait l'ordre de Calatrava, un ordre national et plus proche de la monarchie.

## Les négociations aragonaises

### Avec Clément V
Les négociations commencèrent le 14 février 1313. Le pape écouta les émissaires aragonais lui exposer le problème que leur posait l'attribution des possessions templières.
- Comme beaucoup des forteresses avaient été données aux templiers par le roi d'Aragon, il ne semblait pas « raisonnable de les confier à d'autres personnes sans la volonté et l'assentiment du roi. »
- La grande résistance des Templiers en Aragon lors de leur arrestation illustrait la puissance militaire qui pouvait être déployée à partir des forteresses.

Les émissaires exposèrent les solutions que proposait Jacques II, si le pape décidait de donner ces possessions aux Hospitaliers :
- il garderait toutes les forteresses.
- tous les anciens Templiers devraient lui jurer fidélité.
- les propriétés valenciennes des Templiers seraient dévolues à l'ordre de Calatrava.

Mais Clément refusa, arguant qu'il ne pouvait trancher le conflit sans causer de scandale. Un cardinal conseilla aux émissaires de taire leurs revendications, d'accepter la décision papale, et de poser leurs conditions en Aragon. Les émissaires s'y refusèrent au départ, puis soumirent finalement cette requête au pape, qui la jugea « contraire à la justice et à toute raison ».
Les Hospitaliers arrivèrent le 28 mars à Carpentras, où était fixée la Curie, mais les négociations avec les diplomates aragonais en étaient au même point. Le pape les convoqua sur-le-champ, leur expliquant pourquoi il avait pris cette décision. Visiblement, ce discours était destiné plus aux Aragonais qu'aux Hospitaliers eux-mêmes.
Clément V convoqua les ambassadeurs aragonais le 1er avril, pour leur annoncer que leurs solutions n'étaient pas acceptables « ni de facto, ni de jure » (ni de fait, ni de droit).
Le même cardinal réitéra sa tentative pour convaincre les ambassadeurs de retourner en Aragon, pour prendre des instructions et de laisser la dévolution à l'Hôpital se faire, après quoi ils pourraient librement transgresser les directives du Saint-Siège. Mais les ambassadeurs restèrent sur place et continuèrent les négociations pour obtenir satisfaction.

### La mort de Clément V
À l'annonce de la maladie du pape, Jacques II interdit à ses ambassadeurs de lui reparler de cette affaire, pour éviter qu'elle ne lui soit jugée de façon défavorable. En prenant cette décision, Jacques II espérait que les tractations seraient plus aisées avec son successeur. Clément V meurt le 20 avril 1314, laissant les négociations telles que le souhaitait Jacques II.

### Avec Jean XXII
De fait, un compromis fut trouvé le 10 juin 1317 avec le successeur de Clément V, Jean XXII, élu le 7 août 1316. Dans le royaume d'Aragon et le comté de Barcelone, les biens du Temple iraient à l’Hôpital, mais dans le royaume de Valence, les biens des deux ordres seraient fusionnés dans un nouvel ordre, nommé d’après sa principale forteresse, l'ordre de Montesa. Les territoires relevant de cet ordre ont reçu le nom de Maestrat (en valencien) ou Maeztrazgo (en castillan). Ce nouvel ordre fut confirmé par la bulle Ad fructus uberes en date du 10 juin 1317, la règle le 22 novembre et avec acceptation le 3 décembre 1317, par le pape Jean XXII, qui lui donna, à l’instar des autres ordres militaires hispaniques, la règle cistercienne, et placé sous la tutelle de l’abbaye catalane de Santa Creus. Tous les biens du Temple lui sont transférés en 1319, lorsque ceux-ci furent jugés par le pape « non coupable et réconcilié avec la Foi. ».

## Les biens templiers en Castille
Au lieu de se lancer comme les Aragonais dans des négociations avec le pape, Ferdinand IV de Castille prit possession des biens et terres templières en Castille, sans s'embarrasser des réactions papales. Les Hospitaliers et le Saint-Siège s'en offusquèrent mais l'affaire dura tant et si bien qu'en 1366, le pape Urbain V se plaignait encore que le royaume de Castille n'avait toujours pas rempli ses obligations vis-à-vis de l'ordre de l'Hôpital.